# Belgische Steenkoolgroep
De Belgische Steenkoolgroep of Groep van het Steenkoolterrein (Frans: Groupe houiller; afkorting: HOU) is een groep gesteentelagen in de ondergrond van België, die een belangrijke bron van steenkool waren. De Steenkoolgroep werd afgezet in het Namuriaan en Westfaliaan (326 tot 305 miljoen jaar geleden, in het Carboon); in feite omvat de groep alle in het latere Carboon (Silesiaan) gevormde gesteentelagen in België. Ondanks de naam bestaat het grootste deel van de gesteentelagen niet uit steenkool maar uit opeenvolgingen schalie, siltsteen en zandsteen. De steenkool komt voor in een beperkt aantal dunne lagen van hooguit enkele meters dik, die "steenkooladers" genoemd worden.

## Ontstaan
De Steenkoolgroep werd gevormd in de tijd dat dankzij de Hercynische orogenese ten zuiden van België een machtig gebergte ontstaan was. Ter hoogte van België lag in het Devoon en Dinantiaan (Vroeg-Carboon) nog een groot bekken, maar dit was nu stapsgewijs aan het sluiten. Dat het bekken steeds ondieper raakte valt uit de aard van de gesteentelagen op te merken: in het Dinantiaan overheersen afzettingen uit een ondiepe zee (de Kolenkalk). In de er boven liggende Steenkoolgroep is van onder naar boven een overgang van prodelta naar deltavlakte naar riviervlakte te zien. 

## Voorkomen
De groep is het best ontwikkeld in het Kempens Bekken, maar op een paar plekken in de omgeving van Wezet (Visé) na komt het Carboon in dit bekken niet aan het oppervlak: het bevindt zich in de diepere ondergrond. Naar het noordoosten in het Kempens Bekken wordt de groep geleidelijk dikker en bevindt ze zich op grotere diepte. De steenkool werd in het Kempens Bekken met name in het zuiden van de provincie Limburg gewonnen, omdat het Carboon zich daar niet te diep in de ondergrond bevindt.
De Steenkoolgroep komt ook voor in het Carboonbekken van Wallonië, waar het wel aan het oppervlak ligt. De typelocaliteiten van de formaties bevinden zich daarom in dit gebied. De Steenkoolgroep is ontsloten in het synclinorium van Dinant, in het oostelijke verlengde ervan, het Synclinorium van Verviers (beide geologisch behorend tot het "allochtoon" van de Ardennen), en in het synclinorium van Namen (het zogenaamde "parautochtoon") ten noorden van de Midi-overschuiving. Het allochtoon is tijdens de Hercynische orogenese langs de Midi-overschuiving over het parautochtoon naar het noorden geschoven, over het Massief van Brabant. Hoe ver het Carboon van het parautochtoon onder het allochtoon nog verder naar het zuiden doorloopt is onbekend. In de beide terreinen komt de Steenkoolgroep voor in de kern van synclines, aan beide kanten geflankeerd door oudere gesteenten uit het Dinantiaan of Devoon. De bovenste delen van de groep zijn vaak afwezig wegens erosie. De dikte van de Steenkoolgroep is er gemiddeld ongeveer 500 meter, maar kan in bepaalde gebieden flink oplopen. In de Borinage en de omgeving van Charleroi is de dikte rond de 1500 meter.
In het noordoosten van de Ardennen (provincie Luik, synclinorium van Verviers) is de Steenkoolgroep dunner en vaak is in deze streek geen goed onderscheid tussen de verschillende formaties te maken.
De gesteentelagen van de Belgische Steenkoolgroep in het Kempens Bekken lopen door in de diepe ondergrond van Nederland, maar worden daar tot de Limburg Groep gerekend.

## Stratigrafie
De Steenkoolgroep wordt van onder naar boven ingedeeld in de volgende formaties:
- Formatie van Chokier, kalkige of pyrietrijke schalie met slechts op een niveau steenkool (Lid van Bois-et-Borsu).
- Formatie van Andenne, niet-mariene siltige schalie en zandsteen met dunne steenkoollagen en fossiele wortels van planten (paleosols), afgewisseld met dunne mariene zandlagen met fossielen van goniatieten.
- Formatie van Châtelet, niet-mariene siltsteen en schalie met enkele zandsteenlagen gevormd in korte perioden dat de zee kortstondig zijn intrede deed. Er komen ook enkele steenkoollagen voor.
- Formatie van Charleroi, een cyclische afwisseling van kleisteen en zandsteen, en steenkoollagen ertussen.
- Formatie van Flénu, een cyclische afwisseling van kleisteen en zandsteen, en steenkoollagen ertussen.
- Formatie van Neeroeteren, met name aan de basis conglomeraat, dan voornamelijk zandsteen, af en toe onderbroken door kleilagen en zeldzame steenkoollagen.

De oudste twee formaties (Chokier en Andenne) komen uit het Namuriaan, de jongere formaties uit het Westfaliaan.
In het Kempens Bekken liggen direct onder de Steenkoolgroep de formaties van Gottignies en Souvré (overgang tussen Viséaan en Namuriaan). In de synclinoria van Dinant en Namen is de Steenkoolgroep boven op de Groep van de Hoyoux te vinden (Boven-Viséaan: subetage Warnantiaan). In het synclinorium van Verviers worden gesteentelagen direct onder de Steenkoolgroep tot de Groep van Juslenville gerekend.